# Fulham Railway Bridge

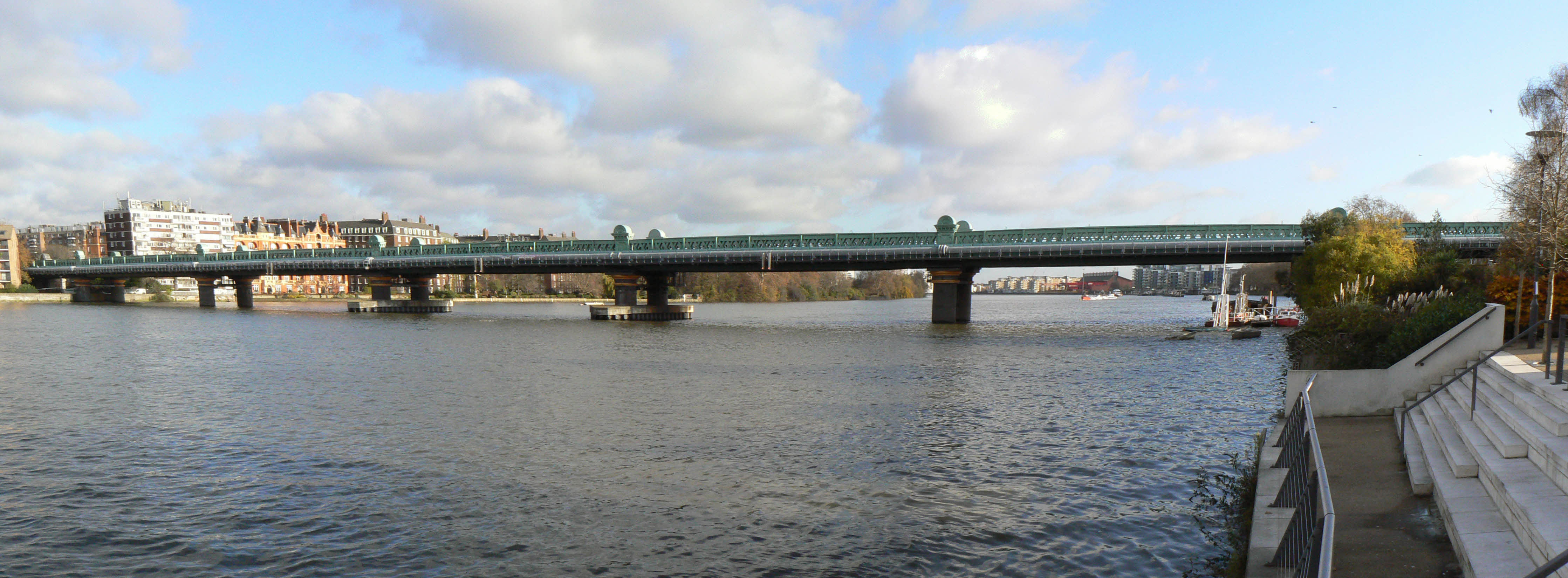
Most v roce 2007

Fulham Railway Bridge (nebo Putney Railway Bridge) je most londýnského metra přes řeku Temži spojující Fulham v městské části Hammersmith and Fulham a Putney v městské části Wandsworth. Tento most a nedaleký Kew Railway Bridge jsou jedinými dvěma mosty metra přes Temži.
Most je součástí linky District Line, v rámci které se nachází na úseku mezi stanicemi Putney Bridge ve Fulhamu a East Putney v Putney. Postaven byl v letech 1887–1889 společností Head Wrightson a jeho hlavními inženýry byly William Jacomb a W. H. Thomas. Otevřen byl 3. června 1889 spolu s ostatními stanicemi District Line. Most je příhradový, má 5 rozpětí a jeho celková délka je 228,6 metrů. Výška mostu nad hladinou Temže při nízkém přílivu je 12,8 m. 
Součástí mostu je chodník, který je na východní straně mostu. Fulham Railway Bridge je tak jeden ze tří mostů přes londýnský úsek Temže, které slouží i pro železniční dopravu i pro pěší (dalšími dvěma jsou Barnes Railway Bridge a Hungerford Bridge).